# Aulo Manlio Vulsone (console 474 a.C.)
Aulo Manlio Vulsone, in latino Aulus Manlius Vulso (Roma, ... – ...; fl. V secolo a.C.), è stato un politico romano del V secolo a.C.

## Biografia
Aulo Manlio apparteneva alla nobile gens Manlia, una delle più antiche e conosciute gens patrizie dell'antica Roma,  i cui cognomen più diffusi durante la Repubblica erano Capitolino, Torquato e Vulsone; il nomen Manlio viene frequentemente confuso con Manio o con Manilio.
Aulo Manlio, eletto console nel 474 a.C. insieme a Lucio Furio Medullino, era il padre di Aulo Manlio Vulsone, decemviro nel 451 a.C..
La sorte gli affidò il comando dell'esercito nella guerra ordinata dal Senato contro Veio; ben presto la città etrusca, assediata e a corto di provviste, chiese la fine delle ostilità, che venne accordata per quarant'anni, in cambio di denaro e frumento.
Manlio, che aveva ottenuto quasi subito dagli ambasciatori un'indennità di un anno di paga per i suoi soldati e provviste per due mesi (mentre la tregua quarantennale venne concordata dai Veienti direttamente col Senato) ricevette, al suo ritorno a Roma, un'ovazione per aver posto termine alla guerra. Nello stesso anno, dopo che la pace era stata ristabilita, si svolse il censimento della popolazione che fu valutata in circa 103 000 cittadini.
L'anno successivo il tribuno della plebe Gneo Genucio lo citò in giudizio col suo vecchio collega Lucio Furio, per avere mancato di procedere alla distribuzione di terre ai cittadini poveri promessa dal Senato. Ma il giorno fissato per lo svolgimento del processo il tribuno fu trovato morto in casa, senza che sul cadavere vi fossero segni evidenti di violenza; la sua assenza impedì lo svolgimento del processo, che fu di fatto annullato.